# Wilhelm V Wielki
Wilhelm V Wielki, fr. Guillaume le Grande (ur. 969, zm. 31 stycznia 1030 w Maillezais), książę Akwitanii i hrabia Poitiers, najstarszy syn księcia Wilhelma IV Żelazne Ramię i Emmy, córki Tybalda I, hrabiego Blois.

## Życiorys
Władzę nad Akwitanią i Poiters objął po śmierci ojca w 995 r. Chociaż był już wtedy pełnoletni do 1004 r. regencję sprawowała jego ambitna matka. Wilhelm był przyjacielem biskupa Fulberta z Chartres i został później jego mecenasem. Dzięki poparciu księcia Fulbert założył szkołę katedralną w Poitiers. Sam Wilhelm był dobrze wykształcony, miał bogaty księgozbiór i uczynił z akwitańskiego dworu czołowy ośrodek kultury w południowej Francji.
Ze zdolnościami umysłowymi księcia nie szły w parze talenty militarne. Razem z królem Robertem Pobożnym walczył bez powodzenia ze zbuntowanym wasalem, Bosonem z La Marche, który nawet przejściowo zajął Akwitanię. Wilhelm walczył również z wikingami i w 1006 r. poniósł z ich rąk kolejną klęskę. Szczęście nie towarzyszyło mu również w zmaganiach z hrabią Andegawenii Fulkiem III na rzecz którego utracił Loudunais i Mirebalais. Ponosił klęski również w walkach z Wilhelmem II d'Angoulême, ale dzięki staraniom Fulberta nie musiał płacić za klęski utratą kolejnych ziem.
Dwór Wilhelma był wówczas największym ośrodkiem kultury i sztuki w Europie, a sam Wilhelm był wielkim mecenasem. Pozbawiony talentów militarnych starał się unikać wojen i popierał kościelne idee "pokoju bożego" i "rozejmu bożego". Utrzymywał dobre stosunki z Kościołem. Ufundował opactwa w Maillezais (1010) i Bourgueil. Odbudował również katedrę i wiele innych budynków kościelnych w Poitiers po pożarze jaki spustoszył miasto. Często podróżował po Europie, corocznie pielgrzymował do Rzymu lub Hiszpanii. Wszędzie był witany z królewskim ceremoniałem. Jego dwór był też znaczącym ośrodkiem dyplomacji, często przebywali na nim posłowie cesarza Henryka II, króla Leónu Alfonsa V, króla Anglii Kanuta Wielkiego oraz króla Francji Roberta Pobożnego.
W 1024 r. przybyło do Francji poselstwo z Włoch w celu znalezienia kandydata na króla. Na miejscu dotarła do posłów informacja o śmierci cesarza Henryka. Posłowie zaproponowali żelazną koronę synowi króla Roberta, Hugonowi, ale Robert oferty nie przyjął. Posłowi zaproponowali wówczas tron Wilhelmowi Akwitańskiemu. Ten wyraził zgodę na objęcie tronu, ale niestabilna sytuacja polityczna w Italii skłoniła ostatecznie księcia do rezygnacji z korony włoskiej w imieniu swoim i swoich potomków.
Ostatnie lata jego rządów upłynęły w spokoju. Zmarł 31 stycznia 1030 r. w Maillezais i tam został pochowany. Jego następcą został jego najstarszy syn, Wilhelm VI Gruby.
Głównym źródłem do dziejów panowania Wilhelma V jest panegiryk Ademara de Chabannes.

## Rodzina
Wilhelm był trzykrotnie żonaty. Jego pierwszą żoną była Agnieszka z Gévaudan, córka Geralda, wicehrabiego Owernii, wdowa po Adalbercie I de La Marche. Wilhelm i Agnieszka mieli razem jednego syna:
- Wilhelm VI Gruby (1004 – 15 grudnia 1038), książę Akwitanii

Drugą żoną Wilhelma była Prisca (zm. 1018), córka Wilhelma II Sáncheza, księcia Gaskonii, i Urraki, córki Garcii I, króla Nawarry. Wilhelm i Prisca mieli razem dwóch synów i córkę:
- Odon (1010 – 10 marca 1039), książę Akwitanii
- Adelajda, żona Geralda I, hrabiego d'Armagnac
- Tybald, zmarł młodo

Trzecią żoną Wilhelma została w 1019 Agnieszka (995 – 10 listopada 1068), córka Otto Wilhelma, księcia Burgundii, i Ermentrudy, córki hrabiego Renalda z Reims. Wilhelm i Agnieszka mieli razem dwóch synów i córkę:
- Wilhelm VII Śmiały (1023 – jesień 1058), książę Akwitanii
- Wilhelm VIII (1025 – 25 września 1086), książę Akwitanii
- Agnieszka z Poitou (ok. 1025 – 14 grudnia 1077), żona cesarza Henryka III

| 4. Wilhelm III Jasnowłosy |  |                             |  |  |                     |
|                           |  | 2. Wilhelm IV Żelazne Ramię |  |  |                     |
| 5. Adela Normandzka       |  |                             |  |  |                     |
|                           |  |                             |  |  | 1. Wilhelm V Wielki |
| 6. Tybald I Oszust        |  |                             |  |  |                     |
|                           |  | 3. Emma z Blois             |  |  |                     |
| 7. Luitgarda z Vermandois |  |                             |  |  |                     |
|                           |  |                             |  |  |                     |